# Сулай
Сулай — река в России, протекает по Юрлинскому району Пермского края. Устье реки находится в 60 км от устья реки Лопвы по левому берегу. Длина реки составляет 13 км.
Исток реки у деревни Шестина в 13 км к северо-западу от села Юрла. Течёт на юго-восток, протекает деревни Панькова, Малый Сулай и Сулай. Приток — Синюха (правый). Впадает в Лопву в 9 км к юго-западу от села Юрла.

## Данные водного реестра
По данным государственного водного реестра России относится к Камскому бассейновому округу, водохозяйственный участок реки — Кама от истока до водомерного поста у села Бондюг, речной подбассейн реки — бассейны притоков Камы до впадения Белой. Речной бассейн реки — Кама.
Код объекта в государственном водном реестре — 10010100112111100002539.